# 维利亚诺别莱塞
维利亚诺别莱塞（義大利語：Vigliano Biellese），是意大利比耶拉省的一个市镇。总面积8平方公里，人口8415人，人口密度1051.9人/平方公里（2009年）。ISTAT代码为096077。